# Verset du Trône

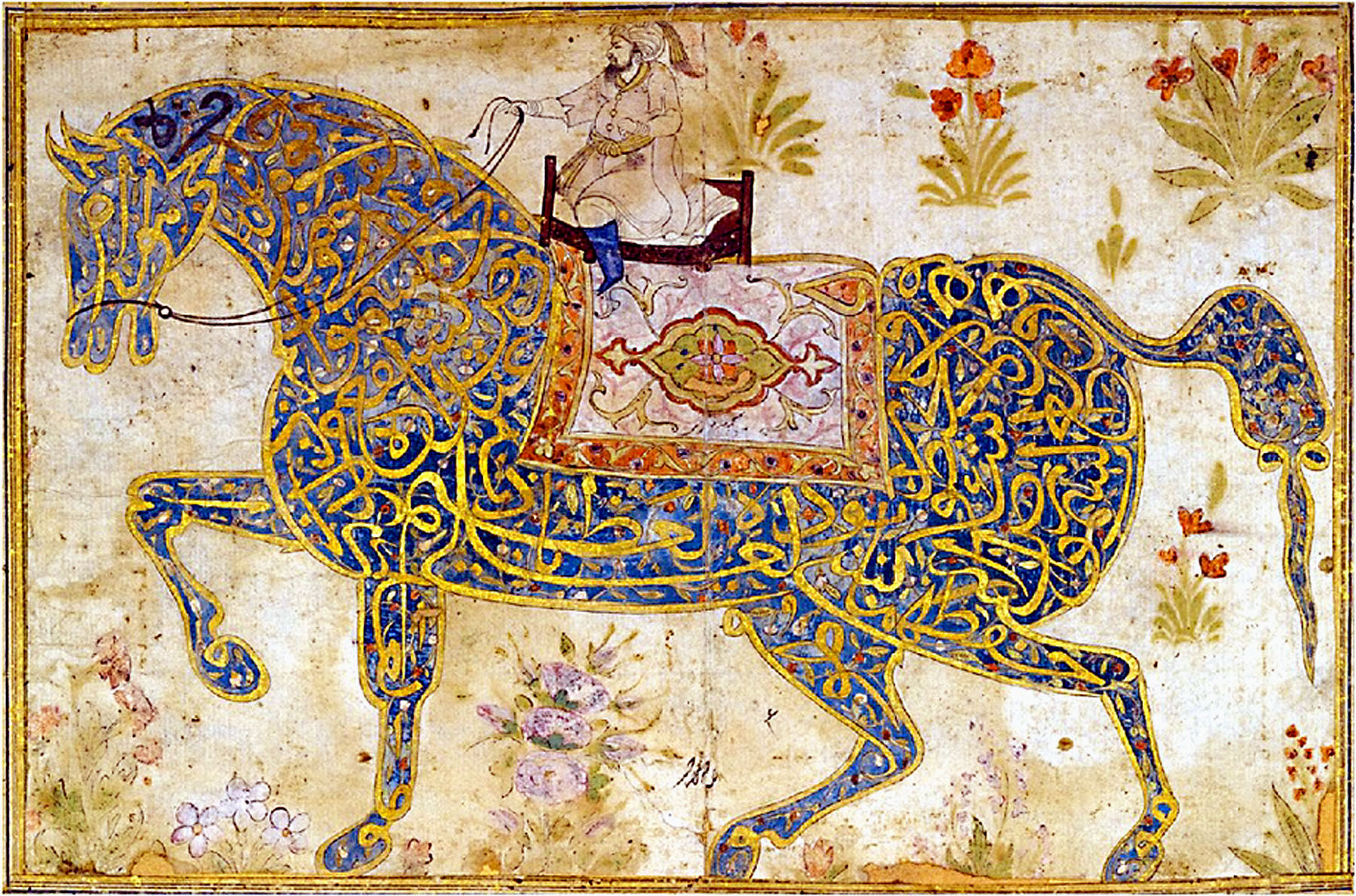
ʾĀyat al-Kursī calligraphié sous la forme d'un cheval dans un dessin du XVIe siècle provenant de Bijapur en Inde.

Le verset du Trône (en arabe : آية الكرسي, ʾāyatu-l-kursī) est le verset 255 de la 2e sourate (intitulée al-Baqara) du Coran.

## Énoncé
| Texte en arabe |
| --- |
| اللَّهُ لاَ إِلَهَ إِلاَّ هُوَ الْحَيُّ الْقَيُّومُ لاَ تَأْخُذُهُ سِنَةٌ وَلاَ نَوْمٌ لَهُ مَا فِي السَّمَاوَاتِ وَمَا فِي الأَرْضِ مَنْ ذَا الَّذِي يَشْفَعُ عِنْدَهُ إِلاَّ بِإِذْنِهِ يَعْلَمُ مَا بَيْنَ أَيْدِيهِمْ وَمَا خَلْفَهُمْ وَلاَ يُحِيطُونَ بِشَيْءٍ مِنْ عِلْمِهِ إِلاَّ بِمَا شَاءَ وَسِعَ كُرْسِيُّهُ السَّمَوٰتِ وَالأَرْضَ وَلاَ يَئُودُهُ حِفْظُهُمَا وَهُوَ الْعَلِيُّ الْعَظِيمُ |
| Translittération |
| allāhu lā ʾilāha ʾillā huwa l-ḥayyu l-qayyūmu lā taʾḫuḏuhu sinatun wa-lā nawmun lahu mā fī s-samawāti wa-mā fī l-ʾarḍ man ḏā llaḏī yašfaʿu ʿindahu ʾillā bi-ʾiḏnihi yaʿlamu mā bayna ʾaydīhim wa-mā ḫalfahum wa-lā yuḥīṭūna bi-šayʾin min ʿilmihi ʾillā bi-mā shaʾāʾa wa-siʿa kursiyyuhu s-samāwāti wa-l-ʾarḍ. wa-lā yaʾūḏuhu ḥifẓuhuma wa-huwa l-ʿaliyyu l-ʿaẓīmu |
| Traduction en français de Muhammad Hamidullah |
| Allah ! Point de divinité à part Lui, le Vivant, Celui qui subsiste par lui-même ''(al-Qayyùm)''. Ni somnolence ni sommeil ne Le saisissent. À Lui appartient tout ce qui est dans les cieux et sur la terre. Qui peut intercéder auprès de Lui sans Sa permission ? Il connaît leur passé et leur futur. Et, de Sa science, ils n’embrassent que ce qu’Il veut. Son Trône ''(Kursiy)'' déborde les cieux et la terre, dont la garde ne Lui coûte aucune peine. Et Il est le Très Haut, le Très Grand. |

## Historique
Pour Imbert, la plus ancienne version épigraphique de ce verset provient d'un palais ommeyade et date de 710. Dans un autre graffito, cette formule est suivie d'une malédiction contre celui qui l’effacerait. « La présence de ces malédictions après des citations coraniques nous rappelle que jusqu’à la fin de l’époque omeyyade, l’unanimité n’était sans doute pas encore faite
autour d’une version unifiée et standardisée du texte: des amalgames ou des citations adaptées du Coran étaient encore courantes sur les pierres. Certains, semble-t-il, ne les appréciaient pas. ».

## Influences
Selon Azaiez, si la méthode d’analyse rhétorique développée par Cuypers est appliquée au verset 255 dit du Trône, on remarque une symétrie concentrique de forme (ABCD / x / D’C’B’A’). L'ensemble converge vers l'idée que « la connaissance de Dieu embrasse toutes choses » Le verset est un hymne de glorification de Dieu. Pour Dye, l'usage de l'expression « vivant et subsistant [...] est le calque d’une formule araméenne (qui reprend Ps 121:4) que l’on rencontre dans le livre de Daniel araméen (6:27) et dans le targum (palestinien) du Pseudo-Jonathan ». El Badawi associe ce verset à l’évangile selon Matthieu dans sa version syriaque tandis que Grodzki y voit des réminiscences d'Isaïe et du psaume 121. Dye y voit un texte probablement liturgique tandis que Hilali confirme l'aspect indépendant de ce verset 255.

## Interprétation
Pour Poupard, « La conception musulmane de Dieu souligne sa grandeur. Sensible à travers tout le Coran, et singulièrement dans le verset du Trône (2, 255), cette grandeur caractéristique et particulière naît de la solitude absolue propre à Allâh. Le Dieu biblique, au contraire, veut communiquer même sa sainteté : « Soyez saints, car je suis saint, moi, le Seigneur, votre Dieu » (Lv 19, 2). Il a fait l’homme « à son image » et à sa « ressemblance » (Gn 1, 27 ; 5, 1-3). La différence est ici radicale avec Celui dont le Coran affirme : « Rien n’est à Sa ressemblance » (42, 11). »
Le Coran utilise néanmoins des métaphores et des comparaisons pour évoquer Allah. Il évoque ses mains, sa face... « tandis que le non moins célèbre Verset du trône présente Dieu sur son trône céleste ». Kursî désigne le « Siège ou trône de Dieu ». Il est particulièrement présent dans les inscriptions anciennes. Il désigne aussi, par la suite, le pupitre servant de support au Coran dans les mosquées. Ce terme est aussi utilisé, dans le Coran, pour évoquer le trône de Salomon.